# Limnophila hilli
Limnophila hilli là một loài ruồi trong họ Limoniidae. Chúng phân bố ở miền Australasia.